# Elección presidencial de Alemania de 1994
En las elecciones a la presidencia de Alemania de 1994 fue elegido séptimo Presidente Federal el presidente del Tribunal Constitucional de Alemania, Roman Herzog (CDU). En un principio, el candidato previsto de los partidos derechistas era el  ultraconservador Steffen Heitmann, aunque este debió suspender su candidatura después de sus polémicas declaraciones acerca del 
Holocausto, las mujeres y los extranjeros. Finalmente, Herzog fue nominado sorpresivamente como el candidato del CDU/CSU.
Johannes Rau, Ministro-Presidente de Renania del Norte-Westfalia y candidato del SPD, perdió las elecciones contra Herzog, pero finalmente logró en 1999 ganar las elecciones. 
Por otro lado, Los Verdes nominaron a Jens Reich, activista de los derechos civiles de los tiempos de la RDA, y los derechistas del partido Die Republikaner, nominaron al periodista Hans Hirzel, miembro del grupo de resistencia Rosa Blanca durante la época del nacionalsocialismo.

## Composición de la Asamblea Federal[1]
El Presidente es elegido por la Asamblea Federal integrada por todos los miembros del Bundestag y un número igual de delegados en representación de los estados. Estos se dividen proporcionalmente según la población de cada estado, y la delegación de cada estado se divide entre los partidos políticos representados en su parlamento a fin de reflejar las proporciones partidistas en el parlamento.
| Por partido        | Por partido    | Por partido |                             | Por estado | Por estado |
| Partido            | Partido        | Miembros    | Estado                      | Miembros   |            |
| ------------------ | -------------- | ----------- | --------------------------- | ---------- | ---------- |
|                    | CDU/CSU        | 620         | Bundestag                   | 662        |            |
|                    | SPD            | 502         | Baden-Württemberg           | 79         |            |
|                    | FDP            | 112         | Baviera                     | 96         |            |
|                    | Verdes         | 43          | Berlín                      | 28         |            |
|                    | PDS            | 34          | Brandeburgo                 | 22         |            |
|                    | REP            | 8           | Bremen                      | 5          |            |
|                    | Independientes | 4           | Hamburgo                    | 13         |            |
|                    | DVLH           | 1           | Hesse                       | 46         |            |
| Total              | Total          | 1324        | Mecklenburg-Vorpommern      | 16         |            |
|                    |                |             | Renania del Norte-Westfalia | 141        |            |
| Renania-Palatinado | 32             |             |                             |            |            |
| Sarre              | 9              |             |                             |            |            |
| Sajonia            | 41             |             |                             |            |            |
| Sajonia-Anhalt     | 25             |             |                             |            |            |
| Schleswig-Holstein | 23             |             |                             |            |            |
| Turingia           | 23             |             |                             |            |            |
| Total              | 1324           |             |                             |            |            |

## Resultados
| Vuelta                                                                         | Candidato              | Votos | %      | Partido               |
| ------------------------------------------------------------------------------ | ---------------------- | ----- | ------ | --------------------- |
| Primera vuelta                                                                 | Roman Herzog           | 604   | 45,6 % | CDU                   |
| Primera vuelta                                                                 | Johannes Rau           | 505   | 38,1 % | SPD                   |
| Primera vuelta                                                                 | Hildegard Hamm-Brücher | 132   | 10,0 % | FDP                   |
| Primera vuelta                                                                 | Jens Reich             | 62    | 4,7 %  | Alianza 90/Los Verdes |
| Primera vuelta                                                                 | Hans Hirzel            | 12    | 0,9 %  | Die Republikaner      |
| Segunda vuelta                                                                 | Roman Herzog           | 622   | 47,0 % | CDU                   |
| Segunda vuelta                                                                 | Johannes Rau           | 559   | 42,2 % | SPD                   |
| Segunda vuelta                                                                 | Hildegard Hamm-Brücher | 126   | 9,5 %  | FDP                   |
| Segunda vuelta                                                                 | Hans Hirzel            | 11    | 0,8 %  | Die Republikaner      |
| Tercera vuelta                                                                 | Roman Herzog           | 696   | 52,6 % | CDU                   |
| Tercera vuelta                                                                 | Johannes Rau           | 605   | 45,7 % | SPD                   |
| Tercera vuelta                                                                 | Hans Hirzel            | 11    | 0,8 %  | Die Republikaner      |
| Con estos resultados, Roman Herzog fue elegido Presidente Federal de Alemania. |                        |       |        |                       |